# Eulinognathus gentilis
Eulinognathus gentilis är en insektsart som beskrevs av Blagoveshtchensky 1965. Eulinognathus gentilis ingår i släktet Eulinognathus och familjen ledlöss. Inga underarter finns listade i Catalogue of Life.